# Braniștea, Bistrița-Năsăud
Braniștea mai demult Arpașteu (În maghiară Árpástó) este satul de reședință al comunei cu același nume din județul Bistrița-Năsăud, Transilvania, România.

## Așezare
Localitatea Braniștea este situată în partea vestică a județului Bistrița-Năsăud, la limita cu județul Cluj și are ca vecini: în partea sudică satul Cireșoaia, în partea vestică satul Valea Luncii, în partea nordică satul Reteag și Uriu, în partea nord-estică satele Ciceu-Cristur, în partea estică satul Măluț, iar în partea sud-estică satul Rusu de Jos și Malin.

## Istorie
- Satul este atestată documentar în anul 1269 sub numele aqua palosa, înainte făcăcuse parte din satul Cireșoaia.
- Secolele următoare a fost împărțit între nobilii din Cireșoaia, Familia Apafi și Familia Bethlen.
- În Evul Mediu satul a unanim maghiar catolic, până în perioada Reformei când o parte au trecut la Luteranism.
- În Secolul al XVI-lea locuitorii trec la Calvinism, însă la sfârșitul secolului o parte trec la Unitarianism.
- În 1622 toți locuitorii trecuseră la Calvinism, iar în Secolul al XVIII-lea își construiseră biserică nouă.
- După 1658 a apărut și o comunitate românească, care în 1817 și-a construit o biserică greco-catolică de lemn cu hramul Sfinților Arhangheli, Biserica a ars în 1898 în întregime.
- În 1851 este înființată școala din sat.

### Monumente Istorice
- Biserica Romano-Catolică de piatră constuită în Secolul al XIV-lea, s-a prăbușit datorită inundațiilor pârâului din jurul ei, îsă a fost reconstruită din materialul original în 1898.

## Demografie
La recensămâtul din 2002 satul avea 1220 de locuitori, dintre care: 629 maghiari și 586 români.
Componența etnică a comunei Braniște
     Maghiari (51,76%)
     Români (48,03%)
     Necunoscută (0,21%)

## Personalități
S-au născut la Braniște:
- Cserenátoni Gyula (n.1858 - d.?) lingvist, profesor.
- Miháltz István (n.1897 – d.Szeged, 1964) geolog, profesor universitar.
- Balázs Ernő (n.1929 –) sportiv, profesor de educație fizică, director.
- Kozma Zsolt (n.1935 –) pastor reformat, scriitor bisericesc, profesor de teologie.
- Daróczi Tamás (n.1954 –) tenor, cantautor.

## Resurse
Pe teritoriul acestei localități se găsesc izvoare sărate, saramura fiind întrebuințată din vechi timpuri de către localnici. 